# Ptasie sprawki
Ptasie sprawki (ang. For the Birds) – amerykański animowany film krótkometrażowy z 2000 roku w reżyserii Ralpha Egglestona.

## Nagrody
Film otrzymał kilka nagród w tym:
| Nazwa nagrody | Wygrane                                                       | Nominacje    |
| ------------- | ------------------------------------------------------------- | ------------ |
| Annie         | 2000 Najlepszy krótkometrażowy film animowany                 | 2000 wygrana |
| Oscar         | 2002 Najlepszy krótkometrażowy film animowany Ralph Eggleston | 2002 wygrana |